# Choye
Choye är en kommun i departementet Haute-Saône i regionen Bourgogne-Franche-Comté i östra Frankrike. Kommunen ligger i kantonen Gy som tillhör arrondissementet Vesoul. År 2022 hade Choye 475 invånare.

## Befolkningsutveckling
Antalet invånare i kommunen Choye
| Referens: INSEE |